# 10バーツ硬貨
タイ10バーツ硬貨（฿10）は、タイ王国において使用されているバイメタル硬貨。タイ国内の硬貨の中でも、額面の大きな通貨単位である。表面には「タイ国王ラーマ9世」の肖像が、裏面には「ワット・アルンラーチャワラーラーム寺院」の図案がデザインされている。
2008年に、新旧との二つの10バーツ硬貨シリーズを鋳造した。2009年に、新バーツ硬貨シリーズが発行される。10バーツ硬貨の表側デザインがラーマ9世国王の最近年齢へ変更される。

## 鋳造記録
- 1988年 - 60,200
- 1989年 - 100,000,000
- 1990年 - 100
- 1991年 - 1,380,650
- 1992年 - 13,805,000
- 1993年 - 10,556,000
- 1994年 - 150,598,831
- 1995年 - 53,700,000
- 1996年 - 17,086,000
- 1997年 - 9,310,600
- 1998年 - 980,000
- 1999年 - 1,030,000
- 2000年 - 1,666,000
- 2001年 - 2,060,000
- 2002年 - 61,180,000
- 2003年 - 49,263,000
- 2004年 - 38,591,000
- 2005年 - 108,271,000
- 2006年 - 109,703,000
- 2007年 - 161,897,000
- 2008年（旧シリーズ） - 209,800,000[1]
- 2008年（新シリーズ） - 16,750,000
- 2009年 - 41,657,733[2]

## 参考
1. ↑  Treasury Department e-catalog（左記オリジナルURLの2011.10.6時点のアーカイブ）
2. ↑  Treasury Department e-catalog（左記オリジナルURLの2011.8.15時点のアーカイブ）